# 남부하일랜즈주

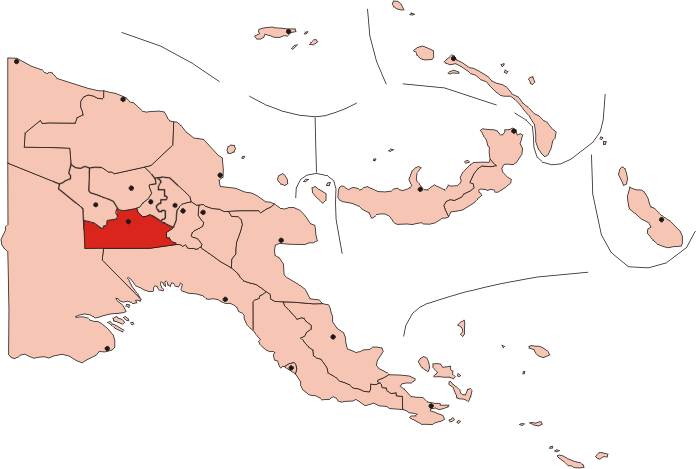
서던하일랜즈 주

서던하일랜드주의 주기(州旗)

서던하일랜즈 주(Southern Highlands)는 파푸아뉴기니의 주로 주도는 멘디이며 면적은 23,800km2, 인구는 546,265명(2000년 기준)이다. 파푸아뉴기니에서 인구 밀도가 가장 높은 주이다.
서던하일랜즈 주는 크게 4개의 지리적 구역으로 나뉜다.
1. 서부: 타리, 코로바, 카피아고, 코모 군을 포함하며 훌리, 두나, 헤와 민족이 거주한다.
2. 중부: 마르가라이마, 니파, 멘디, 라이 계곡 군을 포함하며 앙갈 헤넹어 화자들이 거주한다.
3. 동부: 카구아, 팡기아, 에라베 군을 포함하며 임봉구어, 케와어, 위루어 화자들이 거주한다.
4. 저지: 서던하일랜즈 주 남부의 보사비 화산에서 쿠투부 호수 주변 유전 지대까지를 포함하며 비아미어, 포에어, 파수어 화자들이 거주한다.